# 白雾村
26°29′12″N 103°11′38″E / 26.4867°N 103.194°E
白雾村位于云南会泽县娜姑镇。明清时期，东川矿区的铜由马帮，经由白雾村，沿昭通，进入四川宜宾，从川西坝子出三峡，再经大运河，由满载东川铜的大船北上至南京、天津，直至北京，由户部铸币。这便是世上著名的万里京运，白雾村正是万里京运上的第一站。 2005年被评定为中国历史文化名村，是云南第一个有此殊荣的名村。